# Вайзман, Пиня Шмулевич
 Пиня Шмулевич Вайзман  (1907—1946) — генерал-майор Рабоче-крестьянской Красной Армии, участник Великой Отечественной войны.

## Биография

Могила Вайзмана на Новодевичьем кладбище Москвы.

Пиня Вайзман родился в 1907 году в семье почтового служащего в селе Добровеличковка (ныне — Кировоградская область Украины). Окончил неполную среднюю школу, после чего работал водителем.
В 1928 году Вайзман был призван на службу в Красную Армию. Окончил бронетанковые курсы и военное училище пограничных войск.
В годы Великой Отечественной войны Вайзман занимал должности начальника автомобильных управлений Карельского и 1-го Белорусского фронтов.
В послевоенное время руководил автомобильным управлением Группы советских войск в Германии. 11 июля 1945 года Вайзману было присвоено звание генерал-майора технических войск. Скончался 14 апреля 1946 года, похоронен на Новодевичьем кладбище Москвы.
Был награждён орденом Ленина, двумя орденами Красного Знамени, орденом Богдана Хмельницкого 2-й степени, двумя орденами Красной Звезды и рядом медалей.